# Bert Schaap
Lebertus "Bert" Lammert Schaap (Groningen, 7 februari 1964), ook bekend onder zijn artiestennaam Burdy, is een Nederlandse zanger, diskjockey, buschauffeur en politicus. Hij is voornamelijk actief in de noordelijke provincies van Nederland en zingt grotendeels in het Gronings dialect. Schaap is sinds de jaren negentig actief als artiest onder de naam Burdy.

## Biografie
Schaap begon op dertienjarige leeftijd met het draaien van muziek via een illegaal radiostation, genaamd De Motormuis. Later richtte hij een mobiele piratendiscotheek op onder de naam Jukebox, waarmee hij als diskjockey optrad bij lokale feesten. Tijdens deze optredens begon hij ook zelf te zingen.

### Zangcarrière
Zijn eerste single, “De vizzers van Zoltkamp”, verscheen in 1992. Zijn doorbraak kwam met het nummer “Mit mien ogen dicht”, dat grote bekendheid verwierf in Groningen en de omliggende provincies. Het nummer is inmiddels meer dan een miljoen keer beluisterd op Spotify, waarmee Burdy zich in het gezelschap schaart van populaire regionale acts zoals Wat Aans.
In 2022 werkte Burdy samen met Wat Aans aan het gezamenlijke nummer “Miljonair”, een symbolische samenwerking tussen twee Groningse acts die elk een hit hebben gescoord met meer dan een miljoen Spotify-streams. De samenwerking ontstond spontaan na een opmerking op sociale media, en resulteerde in zowel een single als een videoclip.

### Politieke carrière
Sinds 2022 is Schaap raadslid in de gemeente Het Hogeland. Aanvankelijk werd hij als lijstduwer verkozen namens Hogeland Lokaal Centraal, maar stapte kort na zijn installatie over naar GemeenteBelangen Het Hogeland na wat hij zelf omschrijft als een “lastige start”. Schaap geeft aan politiek niet als ambitie te hebben gehad, maar besloot zijn zetel aan te nemen na een hoog aantal stemmen. Binnen GemeenteBelangen zegt hij zich thuis te voelen en de ruimte te krijgen om het raadswerk te leren. Zijn politieke inzet richt zich onder andere op de positie van kwetsbare groepen in de samenleving, waaronder mensen met een beperking en ouderen. Hij spreekt zich uit voor kleinschalige woonvoorzieningen voor ouderen in dorpen als Ulrum. Schaap benadrukt het belang van duidelijke taal in de politiek en geeft aan ongeveer twintig uur per week aan raadswerk te besteden.

### Buschauffeur
Bert Schaap werkt tevens als buschauffeur bij het vervoersbedrijf Qbuzz in de regio Groningen en Drenthe. Sinds 2016 combineert deze baan met zijn optredens als zanger en zijn functie als gemeenteraadslid. In een reportage van RTV Noord wordt Schaap beschreven als een ‘wereldberoemde’ artiest binnen de noordelijke provincies, die bekendstaat om zijn nuchtere en humoristische benadering, zowel op het podium als tijdens zijn werk in de bus. Schaap waardeert het dat hij vooral lokaal bekend is, omdat een landelijke doorbraak veel reizen met zich mee zou brengen, iets waar hij niet op zit te wachten.

### Privéleven
Schaap is getrouwd met Wilma en samen hebben zij twee kinderen en twee kleinkinderen. Schaap woont in Ulrum, waar hij zich thuis voelt en de rust en leefomgeving waardeert.